# Борисковичі
Бори́сковичі — село в Україні, у Луцькому районі, Волинські області. Входить до складу Мар'янівської селищної громади. Населення становить 467 осіб. Межує з селами Довгів, Борочиче та Брани.

## Історія
Історія села Борисковичі сягає своїм корінням в сиву давнину. Перша писемна згадка про нього датується 1545 роком, та древнє городище, яке місцеві жителі називають Катеринськими горами(валами), свідчить про те, що люди жили тут задовго до цього. Адже характерне планування городища відповідає історичним традиціям Х—ХІ століть. Цей об'єкт був предметом досліджень багатьох наукових експедицій. У результаті цих пошуків було знайдено численну кількість археологічних знахідок які дають уявлення про повсякденне життя у поселенні. А саме, це предмети побуту, монети, бронзовий хрест, який свідчить що тут було християнство.
У 1928 р. під час прокладання залізничної колії поблизу села Борисковичі, а саме біля городища, котре місцеві жителі називають Валами, працівники залізниці знайшли найбільший на Волині скарб. Вага знахідки сягала понад 60 кг золотих монет, датованих IV—V ст. н. е.. Було виявлено також медальйон римського імператора Йовіана діаметром близько 10 сантиметрів. Загальна кількість монет — понад тисяча. Дещо (в тому числі й золотий медальйон Йовіана) знаходиться зараз в Археологічному музеї у Варшаві, дещо — у Львові. На полі, біля самого городища, яке за Польщі належало місцевому селянину Митрофану Лагановському, знайдено бронзовий хрест. Це свідчить, що тут жили православні люди.

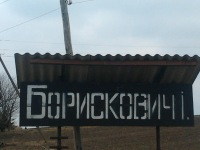

Що ж до самого села, то воно тіснилося на звільненій від лісу місцині. Хати стояли близько одна від одної, тож коли виникала пожежа, вогонь безжалісно знищував житла селян, які не мали права розселятися, бо земля належала шляхтичам — то Козинським, то Клевецьким, то Гротовським. У неволі і безправ'ї люди жили сотні літ.
Межі села вдалося розширити завдяки столипінській реформі на початку ХХ століття. Одержавши дешеву позику, селяни мали можливість переселятися на так звані відруби. Корчували ліси, освоювали нові землі. Виникло багато хуторів, де люди відчули себе господарями. Таким чином Борисковичі розширили межі на декілька кілометрів на схід. Тут у 1909 році освятили нову церкву преподобного Іова Почаївського, яку спіткала драматична доля періоду войовничого атеїзму. Майже тридцять років люди не мали можливості слухати слово Боже, відправляти таїнства. Завдяки наполегливості активних вірян вдалося відновити богослужіння.
Бранівська сільська рада затвердила герб села Борисковичі, проект якого розробив автор цих рядків. У верхній частині на блакитному фоні — герб Волині та напис «Борисковичі». На нижньому жовтому тлі — леміш плуга як символ хліборобства та вал, який омиває річка.
До 17 січня 2019 року село належало до Бранівської сільської ради Горохівського району Волинської області.

## Населення
Згідно з переписом УРСР 1989 року чисельність наявного населення села становила 564 особи, з яких 244 чоловіки та 320 жінок.
За переписом населення України 2001 року в селі мешкала 541 особа.

### Мова
Розподіл населення за рідною мовою за даними перепису 2001 року:
| Мова       | Відсоток |
| ---------- | -------- |
| українська | 99,82 %  |
| російська  | 0,18 %   |